# Adolphe Schloss
Pour les articles homonymes, voir Schloss.
Adolphe Schloss, né le 10 août 1842 à Fürth en royaume de Bavière, et mort le 31 décembre 1910 à Paris, est un consultant en commerce extérieur et collectionneur d'art français. Les 333 tableaux constituant sa collection, principalement issus du XVIIe siècle hollandais, ont été spoliés durant la Seconde Guerre mondiale.

## Biographie
Adolphe Schloss est le fils de Lazarus Schloss et Babette Schloss. Il a 7 frères et sœurs, Leopold Jakob, August, Franziska, Joseph, Carolina Cornelia Friedländler, Rosa et William (Wilhelm) Schloss.
Adolphe choisit la nationalité française en 1871, au moment du conflit franco-prussien. En novembre 1878, il forme la société en commandite « Adolphe Schloss et Cie, commissionnaires exportateurs », au 53 boulevard de Strasbourg. La société déménage ensuite au 4 rue Martel.
Il épouse Mathilde Lucie Haas (1858-1938).
Le couple rassemble 333 œuvres originaires des Pays-Bas qui deviennent une collection renommée dès avant la Première Guerre mondiale. L'un des marchands d'art et conseiller avisé des Schloss est François Kleinberger, installé à Paris depuis 1880, et réputé pour son sérieux. Ils ouvrent à certains visiteurs une partie de leur collection, dans leur hôtel particulier au 38 avenue Henri-Martin à Paris. On y compte des Rembrandt et des Rubens, et des maîtres un peu moins connus,.
Adolphe Schloss est décrit en 1908 comme membre du Comité français du commerce extérieur et du bureau français des Expositions internationales. Ses efforts ont été récompensés, entre autres, par la Légion d'honneur.
Il meurt à Paris le 31 décembre 1910.

## Une collection spoliée

### L'affaire
Après le décès d'Adolphe Schloss en 1910, la garde des œuvres revient à sa femme Mathilde. En 1938, à la mort de cette dernière, ce sont leurs enfants, Marguerite (1879-1959), Lucien, Henry et Juliette Schloss qui en héritent en indivis. Afin de protéger les tableaux, les enfants prennent durant l'été 1939 la décision de déplacer la collection au lieu-dit Le Chambon à Laguenne, non loin de Tulle, dans la propriété de la banque néerlandaise Jordan, qui y a fait bâtir des salles fortes en sous-sol du temps de l'invasion allemande de 1914. Par ailleurs, la société Adolphe Schloss et fils est placée sous le contrôle de l'administrateur judiciaire Alexandre-Paul Monnot des Angles, dès le mois de novembre 1940, dans le cadre des lois sur le statut des Juifs du régime de Vichy. 
Le 10 avril 1943, le préfet de la Corrèze Fernand Musso donne l'autorisation à trois fonctionnaires de Vichy, dont Jean-François Lefranc, expert parisien en tableaux, nommé administrateur de biens juifs de haute valeur par Darquier de Pellepoix, commissaire général aux questions juives, de perquisitionner le domaine de Chambon. L'information avait été fournie aux autorités de Vichy par le chauffeur qui avait transporté les œuvres en 1939. Musso et ses gendarmes tentent de retarder le départ des tableaux, qui sont enlevés par un Allemand et deux miliciens, appartenant à la Gestapo française de la rue Lauriston. Le 16 avril, 56 caisses sont stockées dans une caserne allemande située à Limoges, puis dans les coffres de l'agence de la Banque de France. Cependant, Abel Bonnard finit par autoriser les autorités allemandes à les exporter vers Munich le 27 novembre : entre-temps, la collection transite par les coffres de la banque Dreyfus à Paris et Bonnard fait en sorte que le musée du Louvre préempte 49 tableaux. Finalement, 230 tableaux partent pour le musée Hitler et 22 pour les collections privées de Goering. Les tableaux restant furent vendus à un mystérieux marchands hollandais nommé Buittenweg, soit 32 toiles. Un mystère demeure sur le sort de certaines toiles. Grâce aux notes scrupuleuses de Rose Valland, qui voit arriver les dites toiles au Jeu de Paume en novembre 1943, on connaît l'inventaire avant le départ vers l'Allemagne ; elle prend soin également de noter que les tableaux destinés à Goering ont été refusés par lui.
Ce pillage est à mettre sur le compte de Bruno Lohse, responsable du Einsatzstab Reichsleiter Rosenberg (ERR) et d'Erhard Goepel (1906-1966), chargé de mission au service du musée Hitler section « peinture hollandaise ». Une fois à Munich, les toiles sont enregistrées par Hermann Voss (1884-1969), conservateur en chef du dit musée, dont une partie des locaux est dévastée par les Armées alliées en 1945.

### Des restitutions

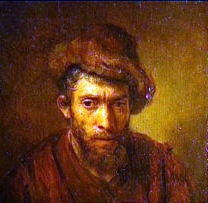
Rembrandt van Rijn, Le Juif au bonnet de fourrure (détail, 1660 ?), de la collection Adolphe Schloss (restitué).

Après la guerre, toutes les œuvres sont considérées comme perdues mais, progressivement, 162 (dont les 49 toiles du Louvre dès 1945) ont pu être restituées aux ayants droit, qui vont procéder à des ventes partielles entre 1949 et 1954, via la galerie Charpentier (Paris), sous le marteau de Maurice Rheims assisté de Robert Lebel. Ainsi, le 5 décembre 1951, les héritiers décident de procéder à une vente au cours de laquelle le musée du Louvre peut acquérir, en toute légalité cette fois, Les Lamentations du Christ attribuée au cercle de Petrus Christus.
En 1977, un tableau de Jan van de Cappelle, Mer calme, retrouvé en Allemagne, est restitué à la famille Schloss, moyennant remboursement de l'indemnité versée par la RFA après 1961. Les œuvres de Rembrandt, Vieillard à la barbe blanche coiffé d'une toque noire, et de Dirk van Delen, Nature morte à la tulipe, ont été restituées dans le courant de l'année 1999. Marie de Médicis de Rubens, achetée par un marchand d'art de New York à Christie's, a été restituée en décembre 2000. Autre exemple plus récent, le 25 juin 2002, la peinture intitulée Le Juif au bonnet de fourrure attribuée à Rembrandt qui avait été signalée à la Galerie nationale de Prague, a été restituée aux héritiers.
En avril 2016, un portrait à l'huile de la main de Bartholomeus van der Helst réapparaît lors d'une vente aux enchères en Autriche. L'Alchimiste de David Teniers le Jeune (1610-1690) est toujours en possession d'un collectionneur privé américain, alors qu'il a été formellement reconnu comme appartenant à la collection Schloss. 
Saisi en 2018 à New York alors que sa propriétaire chilienne tentait de le vendre aux enchères chez Christie's, le tableau Savant aiguisant sa plume de Salomon Koninck, a été restitué aux héritiers d’Adolphe Schloss, par le FBI. La cérémonie officielle de restitution s'est tenue le 1er avril 2019 dans les locaux du consulat de France à New York, en présence du ministre français des Affaires Étrangères, Jean-Yves Le Drian.

### Les œuvres non restituées
En 2018, 171 tableaux étaient toujours manquants. En 2019, 166 œuvres n'ont pas été restituées mais certaines d'entre elles, reconnues dans des musées étrangers ou dans des ventes, font ou ont fait l'objet d'actions en justice ou de demandes de restitution par voie diplomatique.

### Adam Williams, un marchand récalcitrant
Le Britannique Adam Williams, marchand d'art pour le compte d'une galerie américaine, décide en 1990 de mettre en vente le Portrait du pasteur Adrianus Tegularius de Frans Hals sur le marché français. Cette toile avait déjà changé de propriétaire quatre fois et avait été vendue aux enchères dans des maisons de ventes telles que Sotheby's et Christie's, ce qui lui conférait un pedigree respectable.
Sur l'intervention de Jean Demartini, chargé des intérêts des héritiers Schloss, la toile est saisie. Demartini était sur sa piste depuis 1967. Williams est alors arrêté par la police française pour recel de biens volés, mais est acquitté par la cour d'appel de Paris. Il entame ensuite une série de poursuites en appel qui aboutissent à une décision de la cour de cassation le 4 juin 2001. Williams est finalement condamné à une peine de probation, au paiement d'une amende et à la restitution de la peinture à Jean Demartini. Le tribunal a estimé que le commerçant n'a pas fait preuve d'un minimum de diligence raisonnable et ne pouvait écarter sa responsabilité en affirmant qu'il n'avait jamais eu connaissance de l'origine de ce tableau,.